# Лей Клейстерс
Лей Клейстерс (нід. Lei Clijsters, 6 листопада 1956 — 4 січня 2009) — бельгійський футболіст, що грав на позиції захисника. По завершенні ігрової кар'єри — тренер. Футболіст року в Бельгії (1988).
Виступав, зокрема, за клуб «Мехелен», а також національну збірну Бельгії, у складі якої був учасником чемпіонату Європи та двох чемпіонатів світу.

## Клубна кар'єра
Клейстерс почав кар'єру в рідному містечку в місцевому клубі «Опіттер». Потім він перейшов у «Брюгге», але у команді закріпитись не зумів, взявши участь лише в одному матчі чемпіонату в сезоні 1974/75 і наступний сезон провів у клубі другого дивізіону «Патро Ейсден».
Згодом з 1976 по 1982 рік грав у складі команди «Тонгерен», при чому лише в 1981 році вийшов з командою до вищого дивізіону, після чого 4 роки виступав в елітному дивізіоні за «Ватерсхей Тор».
Своєю грою за останню команду привернув увагу представників тренерського штабу клубу «Мехелен», до складу якого приєднався 1986 року. Відіграв за команду з Мехелена наступні шість сезонів своєї ігрової кар'єри. Більшість часу, проведеного у складі «Мехелена», був основним гравцем захисту команди. У складі клубу в 1987 році він завоював Кубок Бельгії, в наступному сезоні — Кубок володарів кубків і Суперкубок УЄФА, а в сезоні 1988/89 Клейстерс став чемпіоном країни. Після закінчення сезону отримав «Золотий бутс» як найкращий гравець чемпіонату .
Завершив ігрову кар'єру у команді «Льєж», за яку виступав протягом сезону 1992/93 років.

## Виступи за збірну
30 березня 1983 року дебютував в офіційних матчах у складі національної збірної Бельгії у відбірковому матчі до чемпіонату Європи 1984 року проти збірної НДР (2:1). А вже наступного року поїхав з командою і на фінальну частину чемпіонату Європи 1984 року у Франції, де зіграв у двох іграх, але бельгійці не вийшли з групи.
У складі збірної був учасником чемпіонату Європи 1984 року у Франції, де не був основним гравцем і лише двічі вийшов на заміну в матчах проти Іраку (2:1) і СРСР (4:3), посівши підсумкове 4-те місце.
Згодом Клейстерс поїхав на наступний чемпіонат світу 1990 року в Італії, де зіграв у трьох матчах і в грі проти Уругваю (3:1), забив гол.
Загалом протягом кар'єри у національній команді, яка тривала 9 років, провів у її формі 40 матчів, забивши 3 голи.

## Кар'єра тренера
Розпочав тренерську кар'єру відразу ж по завершенні кар'єри гравця, 1993 року, очоливши тренерський штаб клубу «Патро Ейсден».
1994 року став головним тренером команди «Гент» і тренував команду з Гента три роки. Згодом очолював команди «Ломмель», «Діст» та «Мехелен».
2001 року Клейстерс став тренером своєї дочки, тенісистки Кім Клейстерс. Після завершення її кар'єри у 2007 році Лей повернувся до футболу і став тренером клубу третього дивізіону «Тонгерен», але подав у відставку у січні 2008 року, після того, як його сім'я оголосила, що він важко хворий. Подробиці тримали в таємниці, але в лютому бельгійська преса повідомила, що це метастатична меланома, і що лікування не дало результату.
Помер від хвороби 4 січня 2009 року на 53-му році життя

## Титули і досягнення
- Чемпіон Бельгії (1):

«Мехелен»: 1988/89
- Володар Кубка Бельгії (1):

«Мехелен»: 1986/87
- Володар Кубка Кубків УЄФА (1):

«Мехелен»: 1987/88
- Володар Суперкубка УЄФА (1):

«Мехелен»: 1988

## Приватне життя
У 1982 році він одружився з Елс Вандекетсбек, багаторазовою чемпіоною Бельгії з гімнастики, яка була на дев'ять років молодшою за нього. 2005 року вони розлучились. У них народились доньки Кім та Елке Клейстерс, відомі бельгійські тенісистки.